# Janvier 1929

## Événements
- 1er janvier :
  - inauguration de la ligne aérienne Sabena au Congo belge entre Lusambo et Kabalo;
  - fondation de la compagnie aérienne polonaise LOT.

- 6 janvier : dictature royale sur le Royaume des Serbes, Croates et Slovènes (fin en 1934). Le roi Alexandre Ier suspend la Constitution de 1921, proclame la dissolution du Parlement et de tous les partis politiques. Il tente d’imposer l’unité nationale sous la direction des Serbes. Les provinces traditionnelles sont divisées en neuf entités géographiques, les banovines qui nient les identités culturelles des nations.

- 7 janvier : en réponse au coup de force d’Alexandre Ier, un certain nombre de Croates se tournent vers le terrorisme et fondent, sous la direction d’Ante Pavelić, le mouvement des oustachis (les Insurgés).

- 9 janvier : Heinrich Himmler prend le commandement des SS et en fait un corps d’élite.

- 10 janvier : 
  - Première publication dans Le Petit Vingtième de la première bande dessinée de l'illustrateur Georges Remi, alias Hergé, intitulée Tintin au pays des Soviets.
  - Inauguration, à Nice, du Palais de la Méditerranée, désigné comme "le plus beau Palais du Monde"[1].
- 15 janvier : naissance de Martin Luther King
- 14 janvier
  - Chine : le soviet du Jiangxi s'établit à Ruijin. Il contrôle une région de plusieurs millions d’habitants de 1929 à 1934.
  - Afghanistan : l’hostilité provoquée par le programme de réforme du roi conduit à une rébellion. Amanullah abdique. Le 17 janvier, son frère, Anayatollah est destitué par Bacha Sakau, leader rebelle.

- 22 janvier : expulsion de Léon Trotsky hors d'URSS.
  - Staline est devenu le chef incontesté du parti communiste et le maître du pays. Pour gouverner, il s’appuie sur l'appareil du parti et sur la police. Il nomme ses proches — Viatcheslav Molotov, Valerian Kouïbychev, Grigory Ordjonikidze et Kliment Vorochilov — aux postes clés.

- 29 janvier : sortie en librairie du livre À l'Ouest, rien de nouveau écrit Par Erich Maria Remarque.

## Naissances
- 3 janvier : 
  - Sergio Leone, cinéaste et réalisateur italien († 30 avril 1989).
  - Gordon Earle Moore, chimiste américain († 24 mars 2023).
- 4 janvier : Arik Brauer, peintre, architecte, poète, danseur et chanteur autrichien († 24 janvier 2021).
- 7 janvier : Élie Buzyn, chirurgien orthopédique français († 23 mai 2022).
- 14 janvier : Jean-Pierre Ronfard, homme de théâtre québécois d'origine française († 26 septembre 2003).
- 15 janvier : Martin Luther King, pasteur baptiste et homme politique américain, militant de l'intégration des noirs († 4 avril 1968).
- 17 janvier : 
  - Antonio Ignacio Velasco García, cardinal vénézuélien, archevêque de Caracas († 6 juillet 2003).
  - Jacques Plante, joueur canadien de hockey sur glace († 27 février 1986).
- 20 janvier : Jimmy Cobb, batteur de jazz américain († 24 mai 2020).
- 24 janvier : Jacques Réda, poète, journaliste et critique musical français († 30 septembre 2024).
- 25 janvier : Michael Michai Kitbunchu, cardinal thaïlandais, archevêque de Bangkok.
- 26 janvier : 
  - André Kempinaire, homme politique belge († 8 septembre 2012).
  - Jules Feiffer, dessinateur et scénariste de bandes dessinées américain († 17 janvier 2025).
- 27 janvier : Mohamed Al-Fayed, homme d'affaires égyptien († 30 août 2023).
- 28 janvier : Claes Oldenburg, sculpteur Suédo-américain († 18 juillet 2022).
- 29 janvier : Son Myung-soon, femme politique sud-coréenne († 7 mars 2024).
- 30 janvier : Isamu Akasaki, ingénieur japonais († 1er avril 2021).

## Décès
- 6 janvier : George Henry Murray, premier ministre de la Nouvelle-Écosse.
- 13 janvier : Wyatt Earp (80 ans), justicier de l'Ouest américain (° 1848).
- 14 janvier : Alexander Bannerman Warburton, premier ministre de l'Île-du-Prince-Édouard.
- 17 janvier : William Leonard Hunt, appelé grand Farini, cascadeur de cirque.
- 18 janvier : Theodore Arthur Burrows, lieutenant-gouverneur du Manitoba.
- 29 janvier : John Howatt Bell, premier ministre de l'Île-du-Prince-Édouard.